# Xã Browns Grove, Quận Pawnee, Kansas
Xã Browns Grove (tiếng Anh: Browns Grove Township) là một xã thuộc quận Pawnee, tiểu bang Kansas, Hoa Kỳ. Năm 2010, dân số của xã này là 298 người.